# 八田雅弘
八田 雅弘（はった まさひろ　1957年12月8日 - ）は、日本のシンガーソングライター。

## 来歴・人物
佐賀県出身。桃山学院大学卒業後、22歳で上京。
1980年代に森本隆とのデュオSKYを結成。北沢英三という名前で活動。1981年にカネボウ化粧品夏のキャンペーンソング「君にクラクラ。」（作詞・山川啓介、作曲・堀内孝雄、テレビCMには城戸真亜子が出演）を歌い、ヒットする。SKY解散後は現在の名前に改名し、1984年6月21日発売シングル『ミスター・ナーヴァス』でソロ・デビュー。他歌手への楽曲提供も積極的に行っていた。

## ディスコグラフィー

### シングル
| #                              | 発売日                         | タイトル                       | B面                            | 規格                           | 規格品番                       |
| キャニオン・レコード / F-LABEL | キャニオン・レコード / F-LABEL | キャニオン・レコード / F-LABEL | キャニオン・レコード / F-LABEL | キャニオン・レコード / F-LABEL | キャニオン・レコード / F-LABEL |
| ------------------------------ | ------------------------------ | ------------------------------ | ------------------------------ | ------------------------------ | ------------------------------ |
| 1st                            | 1984年6月21日                  | ミスター・ナーヴァス           | 誓いの街角                     | EP                             | 7A-0395                        |
| 2nd                            | 1985年1月21日                  | 悲しき恋人                     | ベイエリア午前4時              | EP                             | 7A-0467                        |
| 3rd                            | 1985年5月21日                  | 炎の魂                         | 泣かないでHAPPINESS            | EP                             | 7A-0490                        |
| 4th                            | 1986年4月21日                  | 夜を抱きしめて                 | 危い橋を渡れ                   | EP                             | 7A-0576                        |

### アルバム

#### オリジナル・アルバム
|                                | 発売日                         | タイトル                         | 規格                           | 規格品番                       |
| キャニオン・レコード / F-LABEL | キャニオン・レコード / F-LABEL | キャニオン・レコード / F-LABEL   | キャニオン・レコード / F-LABEL | キャニオン・レコード / F-LABEL |
| ------------------------------ | ------------------------------ | -------------------------------- | ------------------------------ | ------------------------------ |
| 1st                            | 1984年9月21日                  | ミスター・ナーヴァス             | LP                             | C28A-0363                      |
| 2nd                            | 1985年7月5日                   | 俺は人の海を櫂も持たずに船をこぐ | LP                             | C28A-0420                      |
| 2nd                            | 1985年7月5日                   | 俺は人の海を櫂も持たずに船をこぐ | CD                             | D32A-0098                      |
| 3rd                            | 1986年7月21日                  | 星が降る前に                     | LP                             | C28A-0504                      |
| 3rd                            | 1986年7月21日                  | 星が降る前に                     | CD                             | D32A-0203                      |

## 楽曲提供作品

### 作詞
- 世良公則「Heart Is Gold」（1987年10月21日）

### 作曲
- 高井麻巳子「シンデレラたちへの伝言」（1986年6月25日）
- 高井麻巳子「時のつげごと」（1986年9月21日 ※シングル「メロディ」のB面）
- 小幡洋子「ブレスの放課後」（1986年10月25日 ※アルバム「KEY OF GOLD」に収録）
- 長江健次「こんなにイエスタディ」（1986年12月1日 ※シングル「ダンナがナンダ」のB面）
- 谷村新司「アイビー・ロード」（1986年12月11日 ※アルバム「オールド・タイム」に収録）
- 高井麻巳子「約束」（1986年12月21日）
- 高井麻巳子「かげろう」（1987年3月18日）
- 高井麻巳子「情熱れいんぼう」（1987年6月10日）
- つみきみほ「少年」（1987年10月21日）
- 田中義剛「TOKYO BAY」（1988年3月1日 ※アルバム「KEEP STRAIGHT」に収録）
- 大地真央「真夜中のライオン」（1988年8月21日）
- 北岡夢子「海に架かる虹」（1988年8月21日 ※アルバム「夢子」に収録）
- つみきみほ「君はララバイ」（1989年5月21日）
- 里中茶美「Love Songしか歌わない」（1989年8月21日）
- 奥永知子「空が泣いても」「星を撒く人」「愛を追いかけて」（1989年9月21日 ※アルバム「MY INNOCENCE」に収録）
- 里中茶美「サンゴの首飾り」（1989年10月21日）
- 里中茶美「友だちのままでいて」（1990年3月21日）
- 池田聡「僕は君じゃない」（1990年8月21日）
- ダウンタウン、ウッチャンナンチャン、清水ミチコ、野沢直子「Forever Friends」（1992年9月18日 ※「夢で逢えたら メモリアル・アルバム」に収録）

### 作詞・作曲
- 中山秀征「星屑のエンジェル」（1987年1月21日）

## カバー作品
- 彩恵津子「あなたのような夕暮れが」（1986年11月21日 ※シングル「ピグマリオン」のB面）
- 大上留利子「あなたのような夕暮れが」（1995年10月25日 ※アルバム「Heart Pain～心斉橋に星が降る」に収録）

## 出演番組
- 八田雅弘 クロスロード・ミュージック（FM仙台）[2]